# John William Tebbel
John William Tebbel (Boyne City, 16 de noviembre de 1912 - Durham, 10 de octubre de 2004) fue un periodista, editor, escritor, profesor e historiador de los medios estadounidense. Fue conocido por su libro de cuatro volúmenes, A History of Book Publishing in the United States (Bowker).

## Biografía
John William Tebbel nació el 16 de noviembre de 1912 en Boyne City, Michigan; siendo hijo de Edna Mae (de soltera Johnston) y William Tebbel. Creció en una granja y comenzó a trabajar como reportero local para el periódico Mount Pleasant Daily Times en Michigan cuando tenía 14 años. Tebbel asistió a Mount Pleasant High School y se graduó en la clase de 1931. Recibió una licenciatura (1935) de la Universidad Central de Michigan; y una maestría (1937) de la escuela de periodismo de la Universidad de Columbia.
Después de graduarse, Tebbel se desempeñó como reportero de Detroit Free Press, editor de The Providence Journal y director editorial del American Mercury. En 1943, se unió al equipo editorial de la edición dominical de The New York Times.
Tebbel escribió varios libros sobre los pueblos indígenas de América del Norte. Enseñó cursos de periodismo en su alma mater, la Escuela de Periodismo de Columbia y en la Universidad de Nueva York (NYU) de 1949 a 1976.
Falleció el 10 de octubre de 2004 en Durham, Carolina del Norte. Le sobrevivieron su esposa Kathryn Carl y su hija.

## Publicaciones
- Tebbel, John William (1972). A History of Book Publishing in the United States: The Creation of an Industry, 1630-1865 1. R. R. Bowker Company. ISBN 9780835204897.